# جاك فارمر
جاك فارمر (بالإنجليزية: Jack Farmer)‏ هو لاعب كرة قاعدة أمريكي، ولد في 14 يوليو 1892 في Granville, Tennessee ‏ في الولايات المتحدة، وتوفي في 21 مايو 1970 في كولومبيا في الولايات المتحدة.

## وصلات خارجية
- جاك فارمر على موقعبيزبول رفرنس.كوم (الدوري الرئيسي) (الإنجليزية)
- جاك فارمر على موقعبيزبول رفرنس.كوم (الدوري الثانوي) (الإنجليزية)